# Scheibelalm
Die Scheibelalm ist eine Almanlage unter Landschaftsschutz (Listeneintrag) in Hohentauern mit dazugehöriger Almhütte, die unter Denkmalschutz steht (Listeneintrag). Sie wird als Jausenstation betrieben.

## Lage
Vom Parkplatz sind die Almhütte, die beiden Scheibelseen sowie die Edelrautehütte auf 1725 m ü. A. in wenigen Minuten Fußmarsch zu erreichen. Der Große Bösenstein – mit 2448 m ü. A. der höchste Berg im Bezirk Murtal – kann in zwei weiteren Stunden sowie der Große Hengst in eineinhalb Stunden erreicht werden.
Die Alm ist von Hohentauern über die Wanderwege 902 und 946, mit dem Auto über eine mautpflichtige Straße erreichbar. Die Straße wird auf der Denzel-Alpenstraßen-Skala mit einem Wert von 2–3 angegeben.

## Beschreibung

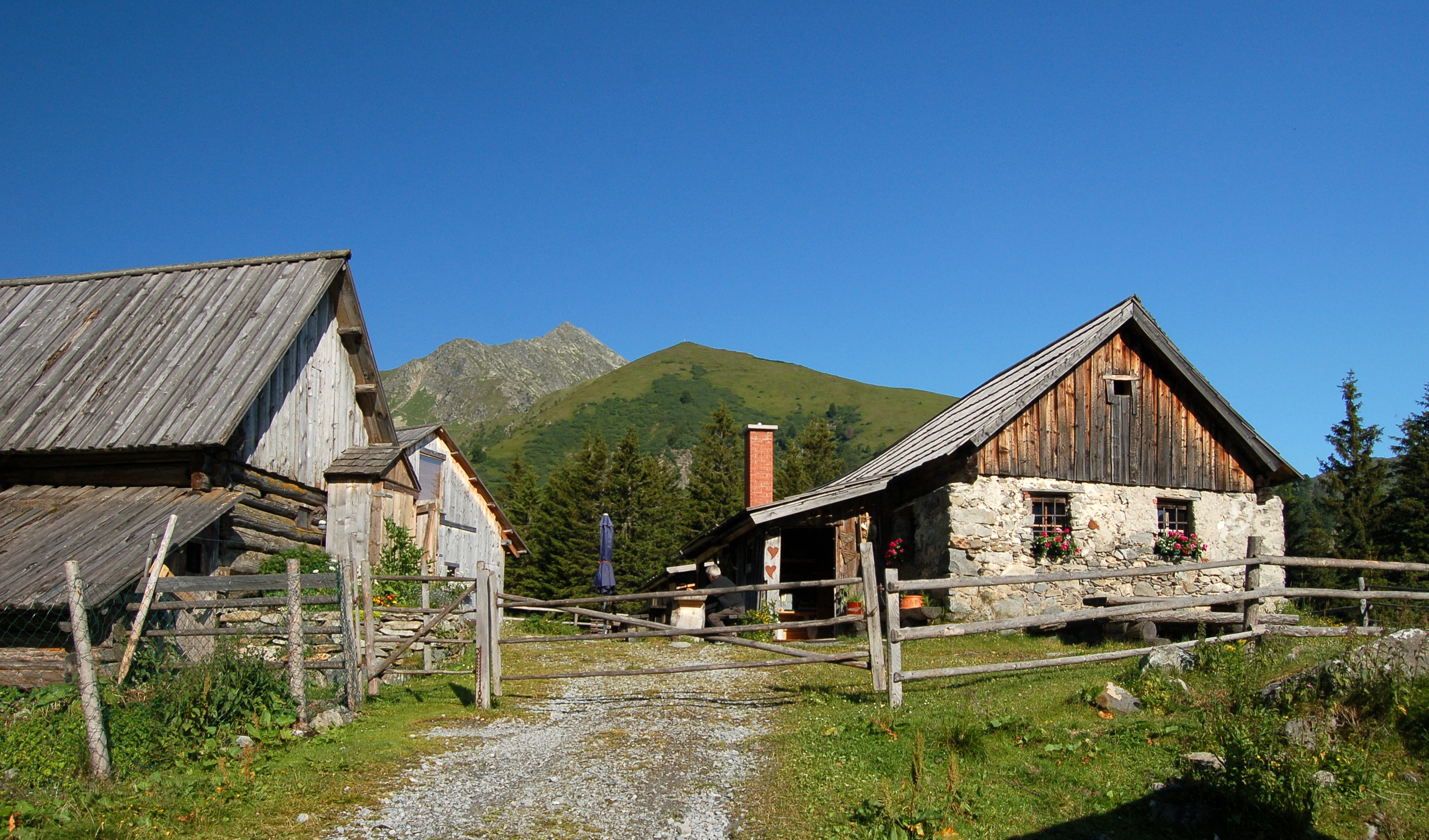
Die Scheibelalm mit dem Großen Bösenstein im Hintergrund (2011).

Die Alm wird von Anfang Juni bis Mitte September bewirtschaftet. Gehalten werden Kühe und Galtvieh; angeboten werden Butter, Steirerkäse („Murtaler Steirerkas“), Roggene Krapfen und Almkaffee. Auf der Alm wachsen große Zirbelkiefer (Zirben) und Lärchen (mit einem Umfang von bis zu vier Metern).